# 坎市镇
坎市镇是中国福建省龙岩市永定区下辖的一个镇，位于永定区北部，面积为67平方公里，常住人口约2.65万人。

## 行政区划
坎市镇共辖1个社区、6个行政村，分别是：
坎市街社区、秀山村、文馆村、清溪村、新罗村、浮山村和洽溪村。

## 地理
坎市镇位于永定区北部博平岭山脉西麓，东连培丰镇，南接抚市镇，西与堂堡乡接壤，北与高陂镇相连。

## 交通
- 政永高速公路、高速坎市休息服务区、高速出入口、203省道
- 漳龙铁路（漳龙坎铁路、梅坎铁路）坎市站

## 教育
- 永定县坎市中学
- 永定县矿兴中学
- 永定县白土中学
- 坎市彩金实验小学

## 医疗
- 永定县坎市医院

## 名人
- 卢嘉锡
- 卢衍豪
- 卢佩章
- 卢仁灿
- 王平水